# Michael Böhnke (Theologe)
Michael Böhnke (* 8. November 1955 in Ratingen) ist ein deutscher römisch-katholischer Theologe.

## Leben
Von 1974 bis 1979 studierte Böhnke Katholische Theologie, Philosophie und Neuere Geschichte an der Rheinischen Friedrich-Wilhelms-Universität Bonn und an der Eberhard Karls Universität Tübingen. 1979 wurde er für drei Jahre wissenschaftlicher Mitarbeiter am Dogmatischen Seminar der Bonner Universität. Von 1981 bis 1983 war er nebenamtlich Dozent für Dogmatik und Fundamentaltheologie. 1983 wurde er in Bonn zum Doktor der Theologie promoviert. Bis 1988 war er Dozent für Theologische Bildung und Medienverbund an der Katholischen Akademie Trier. 1988 wurde er zum Leiter der Abteilung Grundsatzfragen und Kirchliches Recht am Bischöflichen Generalvikariat Aachen ernannt. 1992 bis 1994 absolvierte er berufsbegleitend ein Aufbaustudium zum Lizentiat im Kanonischen Recht an der Westfälischen Wilhelms-Universität Münster. In Münster habilitierte er sich auch 2000 für das Fach Dogmatik.
Von 2004 bis 2023 war Böhnke Professor für Systematische Theologie im Fach Katholische Theologie an der Bergischen Universität Wuppertal. Seit 2010 lehrt er außerdem Theologische Grundlagen des Kirchenrechts in Münster. Er ist Unterzeichner des Memorandums „Kirche 2011: Ein notwendiger Aufbruch“.

## Werke (Auswahl)
- Konkrete Reflexion. Philosophische und Theologische Hermeneutik. Ein Interpretationsversuch über Paul Ricœur (= Disputationes Theologicae 15). Lang, Frankfurt am Main/Bern/New York, 1983
- Pastoral in Gemeinden ohne Pfarrer. Interpretation von c. 517 § 2 CIC/1983 (= Münsterischer Kommentar zum Codex Iuris Canonici, Beiheft 12). Ludgerus-Verlag, Essen, 1994
- Einheit in Mehrursprünglichkeit. Eine kritische Analyse des trinitarischen Ansatzes im Werk von Klaus Hemmerle (= Bonner Dogmatische Studien 33). Echter, Würzburg 2000
- Was uns der Tod zu denken gibt: Philosophisch-theologische Essays (= Pontes, 30). Gemeinsam mit Thomas Schärtl. Lit, Münster, 2005
- Leid erfahren – Sinn suchen. Das Problem der Theodizee (= Theologische Module 1). Gemeinschaftlich mit Gerd Neuhaus, Mirjam Schambeck, Ludger Schwienhorst-Schönberger, Eva Stögbauer, Thomas Söding. Herder, Freiburg/Basel/Wien, 2007
- Einander begegnen. Dialog mit Judentum und Islam (= Theologische Module 7). Gemeinschaftlich mit Daniel Krochmalnik, Monika Scheidler, Thomas Schüller, Bernhard Uhde. Herder, Freiburg/Basel/Wien, 2011
- Zeitgemäße Nähe. Evaluation von Modellen pfarrgemeindlicher Pastoral nach c. 517 § 2 CIC (= Studien zur Theologie und Praxis der Seelsorge). Gemeinschaftlich mit Thomas Schüller. Echter, Würzburg 2011
- Kirche in der Glaubenskrise: Eine pneumatologische Skizze zur Ekklesiologie und zugleich eine theologische Grundlegung des Kirchenrechts. Herder, Freiburg/Basel/Wien 2013
- Gottes Geist im Handeln der Menschen. Praktische Pneumatologie. Herder, Freiburg/Basel/Wien 2017
  - Lo Spirito Santo nell’agire umano, Brescia 2019 (italienisch)
  - O espírito de Deus na ação humana, São Paulo 2020 (portugiesisch)
- Geistbewegte Gottesrede. Pneumatologische Zugänge zur Trinität. Herder, Freiburg/Basel/Wien 2021
  - Nel nome dello Spirito. Un profilo della Trinità in chiave di pneumatologia pratica (Biblioteca di Teologia contemporanea 223), Brescia 2024 (italienisch)